# Петровское сельское поселение (Татарстан)
Петровское се́льское поселе́ние — муниципальное образование в Бугульминском районе Татарстана Российской Федерации.
Административный центр — село Петровка.

## История
Статус и границы сельского поселения установлены Законом Республики Татарстан от 31 января 2005 года № 18-ЗРТ «Об установлении границ территорий и статусе муниципального образования "Бугульминский муниципальный район" и муниципальных образований в его составе».

## Население
| 2010 | 2011 | 2012 | 2013 | 2014 | 2015 | 2016 |
| ---- | ---- | ---- | ---- | ---- | ---- | ---- |
| 677  | ↘676 | ↘673 | ↘668 | ↘649 | ↘646 | ↘637 |
| 2017 | 2018 |      |      |      |      |      |
| ↘634 | ↘616 |      |      |      |      |      |

## Состав сельского поселения
| № | Населённый пункт | Тип населённого пункта       | Население |
| - | ---------------- | ---------------------------- | --------- |
| 1 | Берлек           | деревня                      |           |
| 2 | Коробково        | деревня                      |           |
| 3 | Петровка         | село, административный центр |           |
| 4 | Сосновка         | деревня                      |           |
| 5 | Сула             | деревня                      |           |